# Sudetenautobahn
Die Sudetenautobahn war eine geplante Reichsautobahn in Oberfranken und Nordböhmen, deren Bau nach der Eingliederung des Sudetenlandes an Deutschland im Oktober 1938 begonnen worden war. Sie sollte bei Gefrees von der bereits fertiggestellten Reichsautobahn Berlin–München abzweigen und über Eger, Karlsbad, Lobositz und Böhmisch Leipa nach Reichenberg führen. Von einem dort geplanten Autobahndreieck sollte die Autobahn nach Görlitz und nach Breslau weitergeführt werden. Mit dem Beginn des Zweiten Weltkrieges im September 1939 wurden die Bauarbeiten eingeschränkt und 1941 ganz eingestellt. 
Der Abschnitt von Gefrees bis Karlsbad war als Strecke 135, die Weiterführung bis Reichenberg als Strecke 136 geplant.

## Geschichte
Planungen für den Bau der Sudetenautobahn gab es schon vor dem Abschluss des Münchner Abkommens im September 1938. Vorgesehen war seinerzeit ein Abzweig von der Reichsautobahn Berlin–München bei Gefrees oder Streitau. Mit der Angliederung des Sudetenlandes an das Deutsche Reich im Oktober 1938 begannen die unmittelbaren Bauvorbereitungen. Letztlich wurde ein Autobahndreieck bei Gefrees geplant. Nördlich von Reichenberg war ein weiteres Autobahndreieck vorgesehen. Die anschließenden Autobahnen sollten einerseits über Zittau nach Görlitz und andererseits über Friedland und Hirschberg nach Breslau führen.
Am 1. Dezember 1938 wurde der Baubeginn gefeiert. Auf 28 Kilometern Strecke zwischen Hohenberg an der Eger und Karlsbad sowie bei Reichenberg wurde mit dem Erdbau und der Erstellung von Durchlässen begonnen. Auf der Flur Ober Berzdorf bei Reichenberg wurde zudem an der Neutrassierung der Bahnstrecke Teplitz–Reichenberg gearbeitet, um dort ein niveaufreies Kreuzungsbauwerk erstellen zu können. 
Der Beginn des Zweiten Weltkriegs zwang sukzessive zur Einstellung der Arbeiten. Kein einziger Teilabschnitt wurde fertiggestellt.
Nach der Wiedererrichtung der Tschechoslowakei im Mai 1945 wurde der Bau der Autobahn nicht wieder aufgenommen. Die angearbeiteten Trassenteile verfielen und überwuchsen mit Vegetation. In den späteren Planungen für ein tschechoslowakisches Autobahnnetz war die Strecke nicht enthalten. 
Bei Eger wird heute ein kurzer, seinerzeit im Erdbau fertiggestellter Abschnitt für die Dálnice 6 nachgenutzt. Zwischen Reichenberg und der Staatsgrenze bei Grottau und weiter nach Zittau folgt die heutige Schnellstraße Silnice I/35 weitgehend der seinerzeit konzipierten Autobahntrasse. In Bayern liegen Teile der Bundesstraße 303 auf der angearbeiteten Trasse.

## Relikte
Im Egerland ist zwischen Tršnice (Tirschnitz) und Vackovec (Watzgenreuth) ein längerer Abschnitt als Bauruine erhalten. Die Trasse ist dort im ansonsten landwirtschaftlich genutzten Gebiet als Waldstreifen erkennbar. Weitere Baurelikte gibt es zwischen Hohenberg und Bříza (Pirk). 
In Liberec (Reichenberg) gibt es im Stadtteil Karlov pod Ještědem (Karlswald) Reste einer aufgegebenen Brückenbaustelle.